# Marsdenia suffruticosa
Marsdenia suffruticosa är en oleanderväxtart som beskrevs av Brother Alain. Marsdenia suffruticosa ingår i släktet Marsdenia och familjen oleanderväxter. Inga underarter finns listade i Catalogue of Life.